# Зрински-Тополовац
Зрински-Тополовац (хорв. Zrinski Topolovac) — община с центром в одноимённом посёлке в центральной части Хорватии, в Беловарско-Билогорской жупании. Население общины 890 человек (2011), население посёлка 608 человек. В состав общины кроме центра общины входят ещё две деревни.
Подавляющее большинство населения общины составляют хорваты — 99,9 %.
Населённые пункты общины находятся на юго-западных склонах северной части хребта Билогора. В 15 км к юго-востоку расположен город Бьеловар. Через Зрински-Тополовац проходит местная автомобильная дорога Бьеловар — Копривница, переваливающая через Билогору.